# Emmanuel Bishay
Emmanuel Khaled Ayad Bishay (* 5. Januar 1972 in Kom Gharg) ist ein ägyptischer Geistlicher und koptisch-katholischer Bischof von Luxor.

## Leben
Khaled Ayad Bishay empfing am 25. September 1995 das Sakrament der Priesterweihe für die Eparchie Sohag. Nach der Priesterweihe ging er zu weiteren Studien nach Rom, wo er an der Päpstlichen Akademie Alfonsiana das Lizenziat in Moraltheologie und am Päpstlichen Orientalischen Institut das Lizenziat in Östlichem Kirchenrecht. Er lehrte Moraltheologie am Priesterseminar in Maadi und war Dompfarrer der Kathedrale von Sohag. Ab 2003 war er Mitarbeiter der Kongregation für die orientalischen Kirchen und arbeitete in der Seelsorge der römischen Pfarrei San Francesco Saverio alla Garbatella mit.
Am 16. April 2016 bestätigte Papst Franziskus seine Wahl zum Bischof von Luxor durch die Synode der koptisch-katholischen Kirche. Der koptisch-katholische Patriarch von Alexandrien, Ibrahim Isaac Sidrak, spendete ihm am 10. Juni desselben Jahres die Bischofsweihe. Mitkonsekratoren waren Youhanna Golta, Kurienbischof im Patriarchat von Alexandrien, der Bischof von Assiut, Kyrillos Kamal William Samaan, der Bischof von Gizeh, Antonios Aziz Mina, der Bischof von Minya, Kamal Fahim Awad Boutros Hanna, der Bischof von Ismayliah, Makarios Tewfik, und der Bischof von Sohag, Youssef Aboul-Kheir. Am 30. September 2022 bestellte ihn Papst Franziskus zudem zum Apostolischen Visitator für die koptisch-katholischen Gläubigen in Europa.